# 利府駅
利府駅（りふえき）は、宮城県宮城郡利府町森郷字柱田にある、東日本旅客鉄道（JR東日本）東北本線（利府線）の駅である。

## 歴史
東北本線の前身に当たる日本鉄道は1890年（明治23年）に岩切駅から一ノ関駅まで路線を延伸した。この時に鉄道が利府を通るようになったが、駅は置かれなかった。加瀬村の富豪佐々木佐太郎が敷地を寄贈することによって駅の設置が実現することになり、1894年（明治27年）に5等駅として利府駅が開業した。開業後、利府駅は旅客の乗り降りと共に、米穀や利府特産の梨の出荷にも利用された。駅の構造としては、上下本線の他に待避線や上屋付きの貨物側線、勾配区間で使用される補助機関車用の給水タンクと補給炭舎があった。旅客対応の他に、信号機や転轍機の操作、タブレットの取り扱いのために1日におおよそ7名ほどの職員が駅に出勤していたという。
現在の利府駅は支線の終点駅だが、当時は東北本線上の途中駅だった。しかし、利府駅から品井沼駅の間にきつい勾配があり、ここが鉄道輸送における隘路となっていた。これを解消するため、太平洋戦争中に陸前山王駅から品井沼駅の間に「海線」と通称される新線が建設された。当初は貨物列車のみが運転されていた「海線」だったが、やがて急行列車がここを経由するようになり、東北本線の主要経路となった。一方の「山線」と通称された旧来の経路は廃止されることになったが、岩切駅と当駅の間だけは、代替交通機関が確保できないとして残されることになった。
東北新幹線開業以前の東北本線では特急列車や急行列車が増発されており、既存の設備で列車をさばくことが困難になっていった。仙台の周辺で列車を留置する施設が新しく必要になり、当駅の構内に電車留置線が設けられることになった。この工事は1972年（昭和47年）に始まり、1978年（昭和53年）に総工費約1億円をもって長さ260メートルから300メートルの電車留置線4本が完成した。しかし、この留置線はのちに撤去されてなくなった。

### 年表
- 1894年（明治27年）1月4日：日本鉄道の駅として開業[2]。当初は本線の中間駅。
- 1906年（明治39年）11月1日：国有化。
- 1944年（昭和19年）11月15日：陸前山王駅経由の新線が開業。当駅経由の路線は「山線」と呼ばれるようになる。
- 1962年（昭和37年）7月1日：山線の当駅 - 松島間が廃止され[8]、支線の終着駅となる。
- 1970年（昭和45年）7月1日：営業範囲を「一般運輸営業 但し、車扱貨物の取扱及び配達はしない。」から「一般運輸営業」へ改正する[9]。
- 1974年（昭和49年）10月1日：岩切・利府間を旅客運輸営業へ変更する[10]。
- 1978年（昭和53年）10月2日：岩切 - 当駅間が交流電化。
- 1984年（昭和59年）2月1日：営業範囲を「旅客、荷物」から「旅客」へ改正する[11]。
- 1986年（昭和61年）11月：駅舎を改築[12]。
- 1987年（昭和62年）
  - 2月10日：駅舎と一体化して建設していた町のコミュニティセンターが開設[12]。
  - 4月1日：国鉄分割民営化により、JR東日本の駅となる。
- 2002年（平成14年）：サッカーW杯による輸送力増強のため、2番ホームを再設置。
- 2003年（平成15年）
  - 5月29日：自動改札機を導入。
  - 10月26日：ICカード「Suica」の利用が可能となる[報道 1]。
  - 11月1日：管理区分見直しにより利府駅長廃止、岩切駅長管理下となる（駅員は岩切駅所属利府在勤となる）。
- 2014年（平成26年）10月1日：業務委託化。
- 2021年（令和3年）11月30日：みどりの窓口の営業を終了[13]。
- 2024年（令和6年）10月1日：えきねっとQチケのサービスを開始[1][報道 2]。

## 駅構造
頭端式ホーム2面2線を持つ地上駅である。JR発足直後は1面1線（本線）のほかに留置線6本（上り2 - 7番線）があったが、のちに3本（上り2 - 4番線）に削減され、最終的に現在の姿となった。
国鉄時代には、広い駅構内の側線が仙台運転所（現・仙台車両センター）の派出所のように利用されており、常時数編成の列車が留置されていた。また、駅構内に電気機関車EF71 1、ED78 1、ED77 1、ED91 21、ED75 1、ED71 1、ディーゼル機関車DD15 4 が保存されていたが、2005年（平成17年）3月に撤去され、新幹線総合車両センターへ移された。DD15 4のみ移送されず現地解体された。
JR東日本東北総合サービスが受託する業務委託駅で、仙台駅が当駅を管理する。自動券売機、多機能券売機、自動改札機（Suica、えきねっとQチケ対応）が設置されている。
宮城県総合運動公園でイベントが開催される際は、基本、東仙台駅から社員が派遣され、改札や誘導対応するが、大規模な場合は仙台駅と仙台地区センターからも社員が派遣され、旅客誘導を行う。

### のりば
| 番線 | 路線      | 行先                 | 備考        |
| ---- | --------- | -------------------- | ----------- |
| 1・2 | ■東北本線 | 岩切・仙台・岩沼方面 | おもに1番線 |

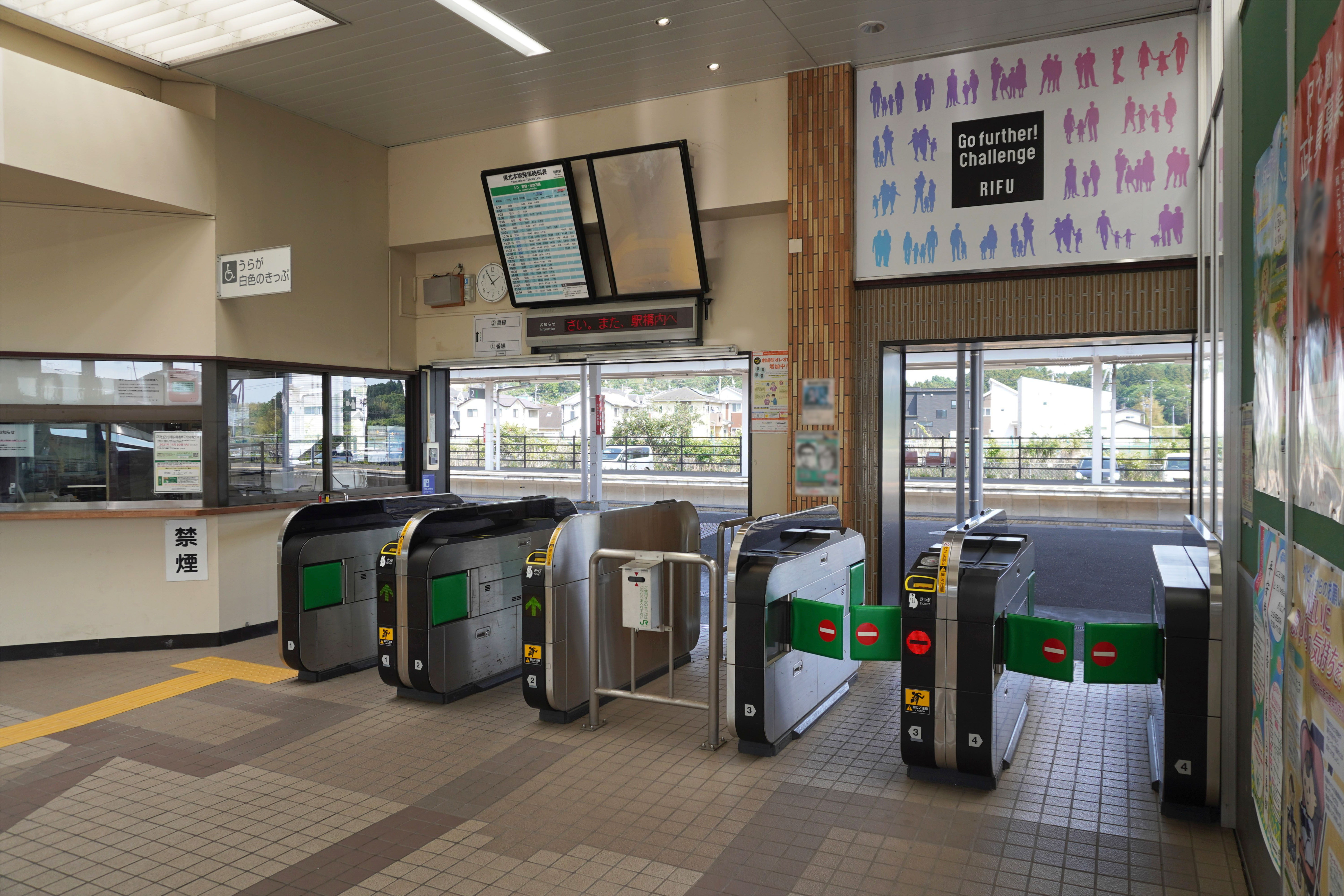
改札口（2023年5月）
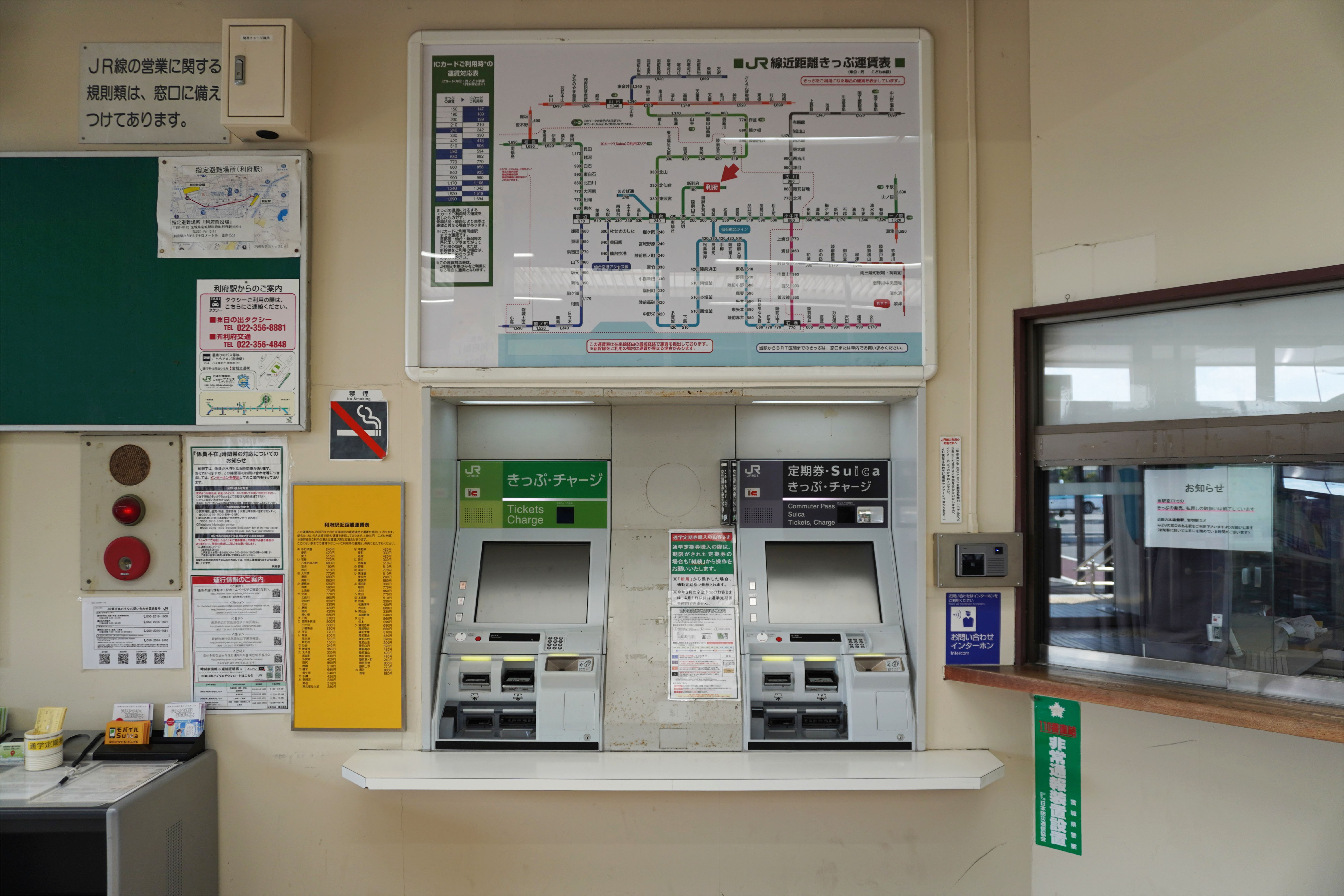
自動券売機（2023年5月）
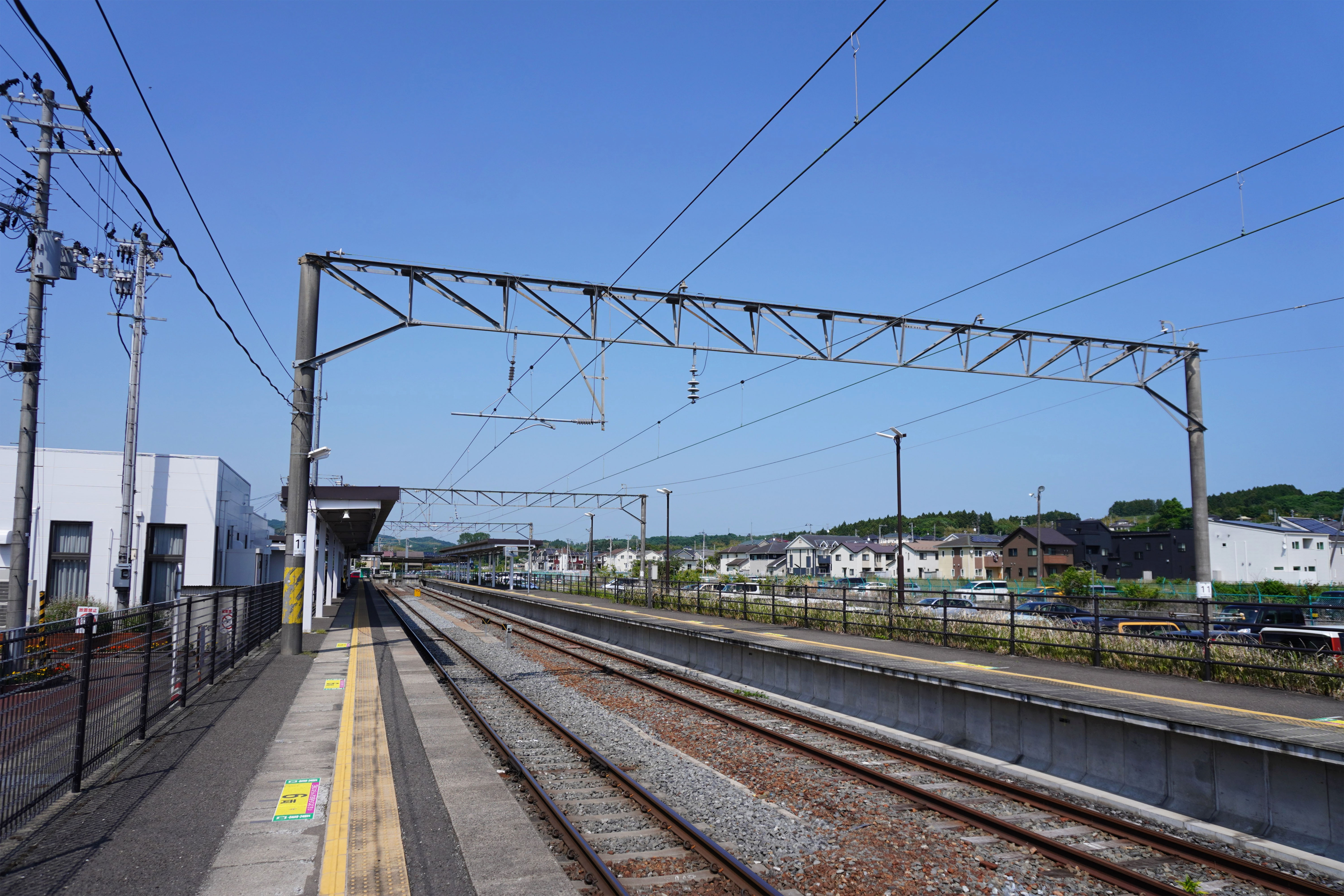
ホーム（2023年5月）
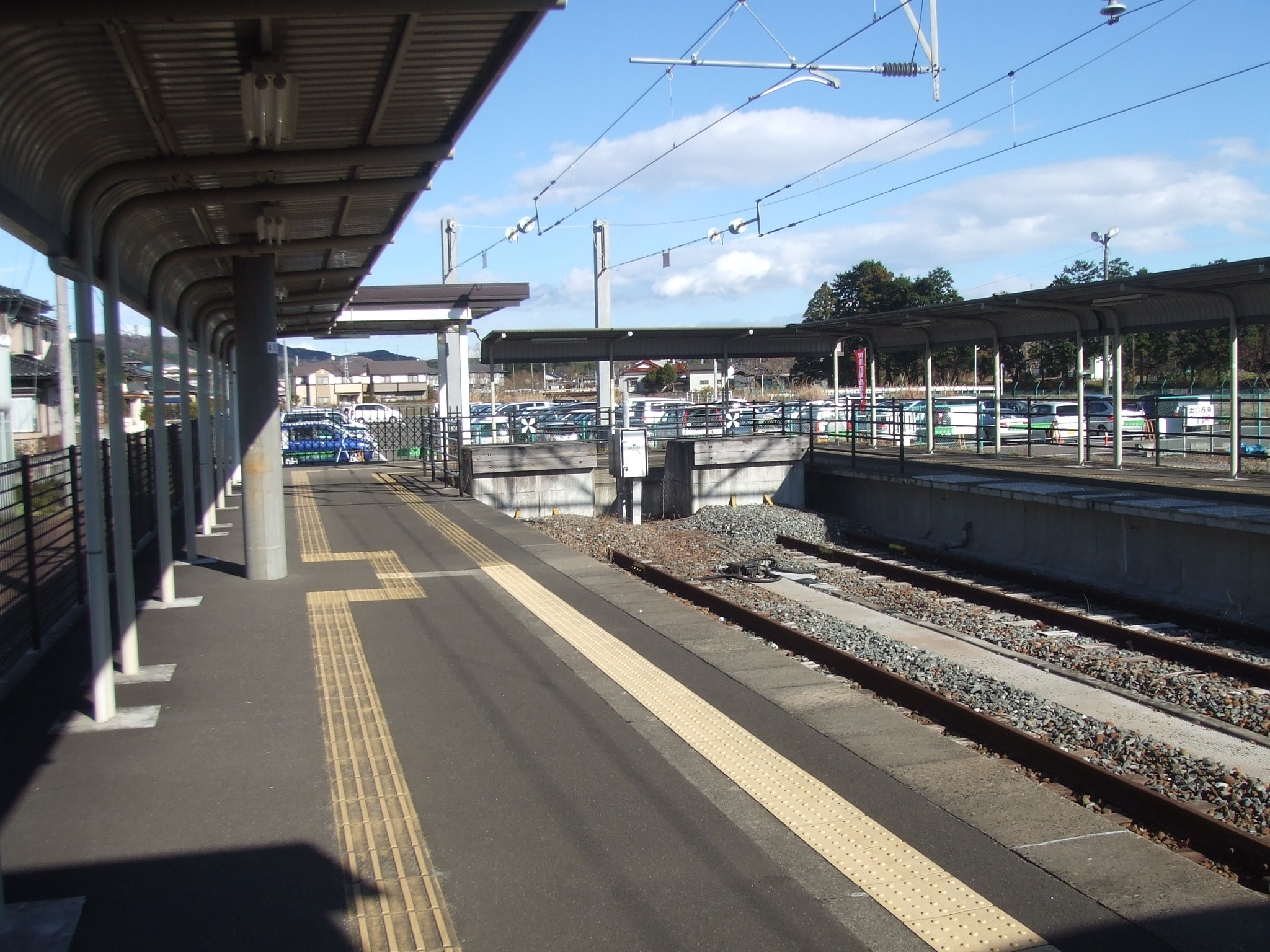
線路終端（2008年12月）

## 利用状況
JR東日本によると、2023年度（令和5年度）の1日平均乗車人員は2,503人である。
2000年度（平成12年度）以降の推移は以下のとおりである。
| 1日平均乗車人員推移 | 1日平均乗車人員推移 | 1日平均乗車人員推移 | 1日平均乗車人員推移 | 1日平均乗車人員推移 |
| 年度                | 定期外              | 定期                | 合計                | 出典                |
| ------------------- | ------------------- | ------------------- | ------------------- | ------------------- |
| 2000年（平成12年）  |                     |                     | 2,429               | [ 利用客数 2 ]      |
| 2001年（平成13年）  |                     |                     | 2,443               | [ 利用客数 3 ]      |
| 2002年（平成14年）  |                     |                     | 2,624               | [ 利用客数 4 ]      |
| 2003年（平成15年）  |                     |                     | 2,616               | [ 利用客数 5 ]      |
| 2004年（平成16年）  |                     |                     | 2,649               | [ 利用客数 6 ]      |
| 2005年（平成17年）  |                     |                     | 2,703               | [ 利用客数 7 ]      |
| 2006年（平成18年）  |                     |                     | 2,616               | [ 利用客数 8 ]      |
| 2007年（平成19年）  |                     |                     | 2,582               | [ 利用客数 9 ]      |
| 2008年（平成20年）  |                     |                     | 2,596               | [ 利用客数 10 ]     |
| 2009年（平成21年）  |                     |                     | 2,579               | [ 利用客数 11 ]     |
| 2010年（平成22年）  |                     |                     | 2,563               | [ 利用客数 12 ]     |
| 2011年（平成23年）  |                     |                     | 2,573               | [ 利用客数 13 ]     |
| 2012年（平成24年）  | 709                 | 1,991               | 2,700               | [ 利用客数 14 ]     |
| 2013年（平成25年）  | 754                 | 2,007               | 2,762               | [ 利用客数 15 ]     |
| 2014年（平成26年）  | 746                 | 1,990               | 2,736               | [ 利用客数 16 ]     |
| 2015年（平成27年）  | 811                 | 1,988               | 2,800               | [ 利用客数 17 ]     |
| 2016年（平成28年）  | 774                 | 1,944               | 2,719               | [ 利用客数 18 ]     |
| 2017年（平成29年）  | 780                 | 1,985               | 2,766               | [ 利用客数 19 ]     |
| 2018年（平成30年）  | 782                 | 2,011               | 2,793               | [ 利用客数 20 ]     |
| 2019年（令和元年）  | 732                 | 1,959               | 2,692               | [ 利用客数 21 ]     |
| 2020年（令和02年）  | 421                 | 1,579               | 2,000               | [ 利用客数 22 ]     |
| 2021年（令和03年）  | 562                 | 1,725               | 2,288               | [ 利用客数 23 ]     |
| 2022年（令和04年）  | 663                 | 1,744               | 2,408               | [ 利用客数 24 ]     |
| 2023年（令和05年）  | 713                 | 1,790               | 2,503               | [ 利用客数 1 ]      |

## 駅周辺
- 県道3号塩釜吉岡線
- 県道8号仙台松島線
- 県道260号利府停車場総合運動公園線

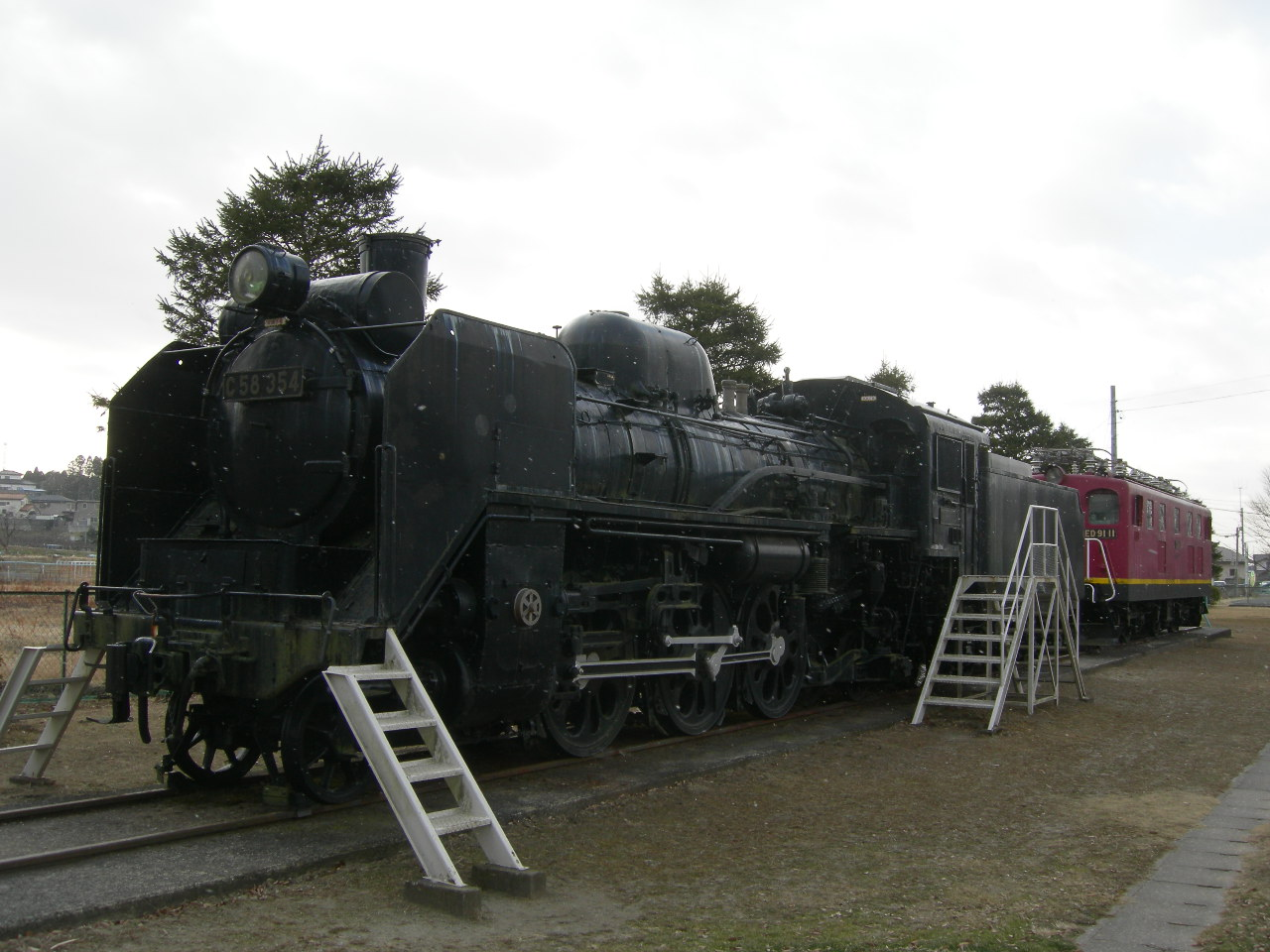
森郷公園に保存されるC58 354とED91 11

- りふレ横町（駅横の飲食店街）[2]
- 森郷公園（ED91 11、C58 354を保存）
- 七十七銀行利府支店
- 仙台銀行利府支店
- 利府郵便局
- 塩釜警察署利府交番
- 利府町役場
- ドン・キホーテ利府店

## バス路線
| のりば | 運行事業者     | 路線・行先                                                    | 備考 |
| ------ | -------------- | ------------------------------------------------------------- | --- |
| 1      | ミヤコーバス   | - 利府線：塩釜営業所 - 葉山赤沼線：陸前浜田駅前               | |
| 2      | ミヤコーバス   | - 菅谷台一丁目 - 菅谷台・青葉台線：青葉台循環                 | |
| 3      | ミヤコーバス   | - 利府線・利府青山線：しらかし台 - 利府青山線：青山花園循環   | |
| －     | 利府町民バス   | - 東部路線：須賀／加瀬沼 - 西部路線：岩切駅／文化交流センター | |
| －     | 岩手県北バス   | イオンモール新利府南館                                        | |
| －     |                | 臨時直行：グランディ21                                        | サッカー・コンサートなど、宮城県総合運動公園総合体育館（セキスイハイムスーパーアリーナ）または宮城スタジアム（キューアンドエースタジアムみやぎ）でイベントがあるときに限り運行 |
| －     | 大郷町住民バス | 物産館／成田川分館                                            | - 駅と道路を挟んで向かい側にある。 - 塩釜駅行きも停車するが、クローズドドアシステムを採用しているため乗車できない。                                                            |

## 隣の駅
東日本旅客鉄道（JR東日本）
■東北本線（利府線）
新利府駅 - 利府駅

### かつて存在した路線
日本国有鉄道
東北本線（山線）
利府駅 - （赤沼信号場） - （旧）松島駅

### 記事本文